# Artaxa maza
Artaxa maza är en fjärilsart som beskrevs av Swinhoe 1903. Artaxa maza ingår i släktet Artaxa och familjen tofsspinnare. Inga underarter finns listade i Catalogue of Life.